# Reinaldo I de Borgonha

Armas do Condado da Borgonha até ao século XIII

Reinaldo I da Borgonha (986 — 3 de Setembro de 1057) foi conde paladino da Borgonha entre 1026 e 1057, ano da sua morte.

## Relações Familiares
Foi filho de Otão-Guilherme da Borgonha (962 — 1026) Conde da Borgonha e Macon e de Nevers e de Ermentrude de Roucy (958 — 5 de março de 1002), filha de Reinaldo de Roucy (?- 10 de maio de 967) e de Alberade da Lotaríngia.
Casou em 1 de setembro de 1016 com Adelaide da Normandia (990 -?), filha de Ricardo II da Normandia e de Judite da Bretanha  (982 - 1017), de quem teve 4 filhos e 2 filhas:
1. Guilherme I, Conde da Borgonha, conde da Borgonha (1020 - 1087) casou com Estefânia.
2. Gui, conde de Brionne e de Vernon (? c. 1069).
3. Hugues da Borgonha
4. Foulques da Borgonha
5. Sibila da Borgonha
6. Aubrée da Borgonha